# روابط کامبوج و تایلند
روابط دوجانبه بین کامبوج و تایلند به قرن سیزدهم میلادی در دوران آنگکور برمی‌گردد. پادشاهی تایلندی آیوتایا به تدریج از قرن چهاردهم جایگزین امپراتوری رو به زوال خمر شد، تحت الحمایه فرانسه در آغاز قرن نوزدهم و بیستم کامبوج را از تایلند مدرن جدا کرد و روابط دیپلماتیک بین کشورهای مدرن در ۱۹ دسامبر ۱۹۵۰ برقرار شد.
روابط بین دو کشور همچنان پیچیده است. عدم تعیین کامل مرزهای آنها منجر به درگیری مرزی طولانی مدت، به ویژه بر سر معبد پره ویهار، شده است که در سال ۱۹۶۲ به دیوان بین‌المللی دادگستری ارجاع داده شد، اما همچنان شاهد درگیری‌های نظامی در سال‌های ۲۰۰۸ و ۲۰۱۱ بود. درگیری‌های داخلی کامبوج در طول دهه‌های ۱۹۷۰ تا ۱۹۸۰ اغلب به تایلند سرایت می‌کرد، که پذیرای پناهندگان بود، اما به‌طور غیرمستقیم از خمرهای سرخ به رهبری دیکتاتور پل پوت (سالوت سار) حمایت می‌کرد. تایلند اکنون از نظر اقتصادی بر همسایه فقیرتر خود تسلط دارد و ششمین سرمایه‌گذار بزرگ در کامبوج است.
اگرچه روابط عمدتاً صلح‌آمیز است، اما مردم این دو کشور هنوز تا حدی دشمنی دارند و میراث فرهنگی مشترک دو کشور باعث رقابت شدید ملی‌گرایانه شده است که اغلب از طریق جنگ‌های شعله‌ور آنلاین بر سر ادعاهای مالکیت و منشأ چنین میراثی ابراز می‌شود. این تنش‌ها همچنین زمانی که با احساسات ملی‌گرایانه تشدید می‌شوند، به خشونت تبدیل شده‌اند. چنین مواردی شامل حمله اوباش به سفارت تایلند در پنوم پن در سال ۲۰۰۳ است که باعث کاهش سطح روابط توسط تایلند شد. تایلند همچنین در سال ۲۰۰۹ در پاسخ به حمایت دولت کامبوج از تاکسین شیناواترا، نخست‌وزیر سابق تایلند، روابط را کاهش داد، در حالی که کامبوج دو بار در سال‌های ۱۹۵۸ و ۱۹۶۱، در جریان درگیری پریه ویهار، روابط (به نمایندگی از سفارت خود در بانکوک) را قطع کرد.
در ژوئیه ۲۰۲۵، درگیری‌های خشونت‌آمیزی بین تایلند و کامبوج در امتداد مرز مورد مناقشه آنها رخ داد که منجر به کشته شدن بیش از ۳۰ نفر و آوارگی بیش از ۱۶۰٬۰۰۰ نفر شد.

## تاریخچه

### دوران آنگکوریان

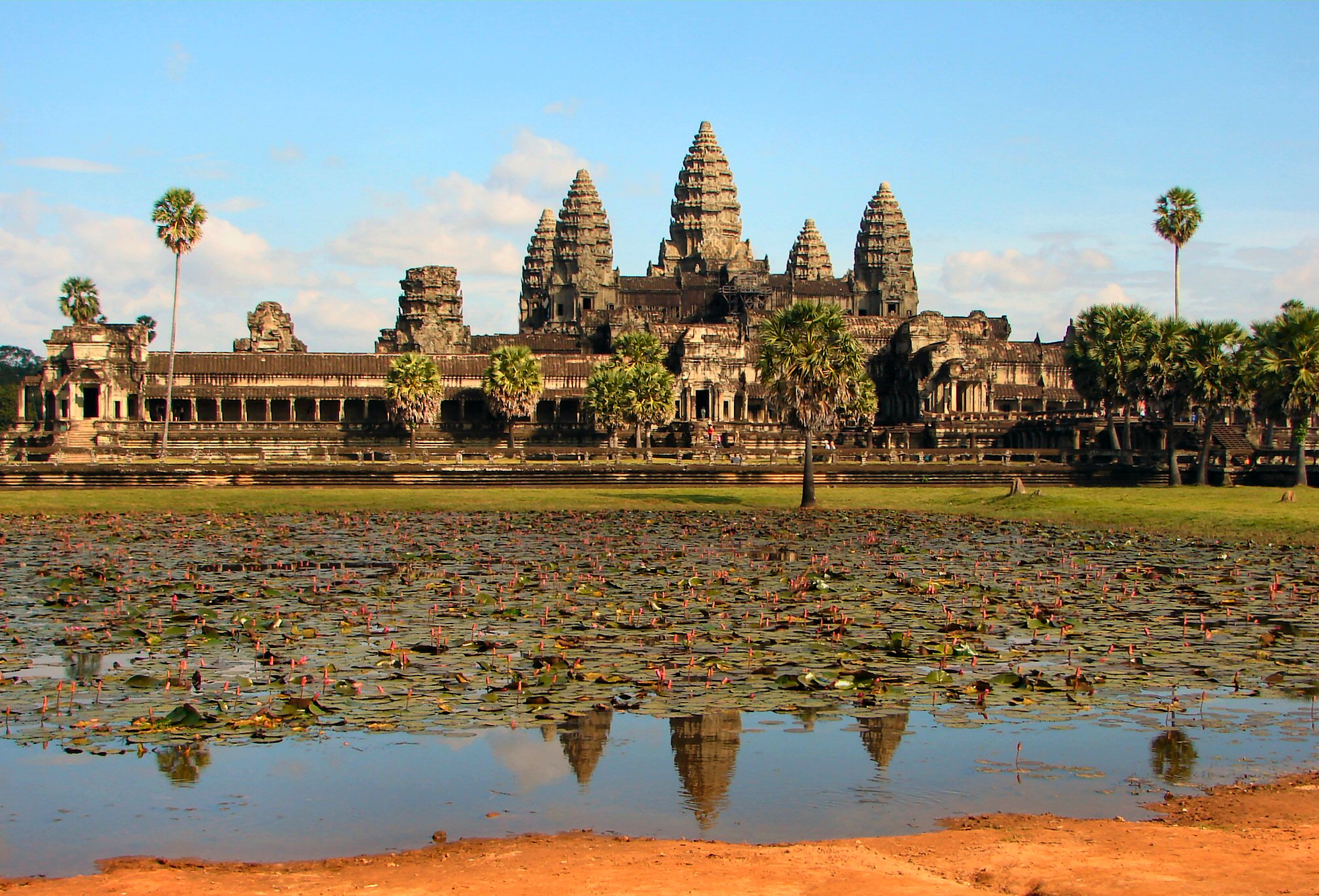
آنگکور وات.

پس از مرگ جایاوارمان هفتم، امپراتوری خمر دچار زوال تدریجی شد. عوامل مهم عبارت بودند از اقوام همسایه (تایی و چام)، نزاع‌های مزمن بین سلسله‌ای و زوال تدریجی سیستم آبیاری پیچیده‌ای که مازاد برنج را تضمین می‌کرد. در اواسط قرن سیزدهم، پادشاهی سوکوتای زمانی تأسیس شد که یک حاکم محلی تای استقلال خود را از حکومت خمر اعلام کرد. این پادشاهی یک قدرت محلی کوچک بود تا اینکه رامخامهنگ در سال ۱۲۷۹ کنترل پادشاهی را به ارث برد. در طول قرن سیزدهم، مردم تایلند شروع به قیام کردند، جایاوارمان هشتم جنگ ویرانگری را علیه پادشاهی سوکوتای به رهبری سی اینتراتیت متحمل شد. دوران آنگکوریان تا سال ۱۴۳۱ ادامه داشت، زمانی که تای‌ها تحت رهبری بوروماراچاتیرات دوم، آنگکور تام را تصرف کردند و پادشاه کامبوج به قسمت جنوبی کشور گریخت.

### دوران لانگوک
فتح پایتخت جدید در لووک توسط تایلندی‌ها در سال ۱۵۹۴، رکودی را در سرنوشت این کشور و کامبوج رقم زد. کامبوج به مهره‌ای در منازعات قدرت بین دو همسایهٔ رو به رشد خود، سیام و ویتنام، تبدیل شد. سکونت ویتنام در دلتای مکونگ منجر به الحاق آن منطقه به خاک خود در پایان قرن هفدهم شد. پیشگامان ویتنامی از استراتژی «ساکن شو و ادعا کن» استفاده کردند. چنین تجاوزهای خارجی تا نیمهٔ اول قرن نوزدهم ادامه یافت. تهاجم موفقیت‌آمیز ویتنام، حمایت تایلندی‌ها از کامبوج را بیش از پیش محدود کرد و پادشاهی را تحت حاکمیت کامل ویتنام قرار داد.

### تحت‌الحمایه فرانسه در کامبوج
پس از آنکه کامبوج به نقطه‌ای برای جنگ قدرت بین تایلند و ویتنام تبدیل شد، تایلند تمام قدرت را از کامبوج به دست گرفت. کامبوج به یک کشور تابع سیام تبدیل شد، اما برای جلوگیری از بلعیدن کامبوج توسط دو همسایه، سیام و ویتنام، پادشاه نورودوم در ۱۱ اوت ۱۸۶۳ از فرانسه دعوت کرد تا کامبوج را تحت الحمایه خود قرار دهد. کامبوج تا ۹ نوامبر ۱۹۵۳ تحت حکومت فرانسه باقی ماند.

### جنگ سرد
در طول دهه ۱۹۷۰، خمرهای سرخ با نام کامپوچیای دموکراتیک بر کامبوج حکومت می‌کردند و نسل‌کشی کامبوج را انجام می‌دادند. این امر باعث شد بسیاری از پناهندگان کامبوجی برای فرار از رژیم پل پوت به مرز تایلند فرار کنند.
در ۱ ژانویه ۱۹۷۹، ویتنام به کامپوچه حمله کرد و خمرهای سرخ را از قدرت برکنار کرد و آن را با جمهوری خلق کامپوچه که مورد حمایت شوروی بود، جایگزین کرد که این امر به جنگی یازده ساله منجر شد. تایلند از به رسمیت شناختن جمهوری خلق کامبوج خودداری کرد و به حمایت از کامپوچه دموکراتیک خلع شده ادامه داد، اگرچه خمرهای سرخ و دو جناح غیر کمونیست، دولت در تبعید کامپوچه را با حمایت جمهوری خلق چین، کره شمالی، آسه‌آن و دیگر قدرت‌های غربی تشکیل دادند. در آن دوره، سربازان ویتنامی در طول فصول خشک سالانه به اردوگاه‌های پناهندگان در نزدیکی مرز تایلند و کامبوج حمله کردند.
زمانی که رژیم‌های کمونیستی در اروپای شرقی فروپاشیدند، ویتنام نیروهای خود را در اواخر سال ۱۹۸۹ از کامبوج خارج کرد که منجر به توافق‌نامه‌های صلح پاریس در سال ۱۹۹۱ شد که راه را برای احیای سلطنت در سال ۱۹۹۳ هموار کرد. در ۱۸ فوریه ۱۹۹۴، پل پوت و خمرهای سرخ پایگاه‌های جنگلی سابق خود را در رشته‌کوه‌های دانگرک آنلونگ ونگ در نزدیکی مرز تایلند بازسازی کردند.

### قرن بیست و یکم
در فوریه ۲۰۲۵، پلیس تایلند و کامبوج به یک ساختمان در پویپت حمله کردند و ۲۱۵ خارجی از کشورهای مختلف را آزاد کردند. ملیت‌های مختلف آنها شامل ۱۰۹ تایلندی، ۵۰ پاکستانی، ۴۸ هندی، ۵ تایوانی و ۳ اندونزیایی بود. این بیشترین تعداد تایلندی بود که تاکنون از یک مرکز کلاهبرداری مظنون آزاد شده است. مراکز کلاهبرداری جنوب شرقی آسیا سال‌هاست که فعالیت می‌کنند، اما پس از آنکه یک بازیگر چینی به نام وانگ شینگ با یک پیشنهاد شغلی جعلی به تایلند فریب داده شد، ربوده شد و سپس به یک مرکز کلاهبرداری میانمار منتقل شد، با بررسی دقیق‌تری روبرو شدند.

## اختلافات و مناقشات

### شورش‌های ۲۰۰۳
در ژانویه ۲۰۰۳، پس از آنکه یک روزنامه کامبوجی به اشتباه گزارش داد که بازیگر تایلندی، سووانانت کونگینگ، گفته است که انگکور وات متعلق به تایلند است، شورش‌هایی در پنوم پن رخ داد. در ۲۹ ژانویه، سفارت تایلند به آتش کشیده شد و صدها مهاجر تایلندی برای جلوگیری از خشونت از کشور گریختند. کامبوجی‌ها در پنوم پن عکس‌های پادشاه بومیپول آدولیاده را سوزاندند و تایلندی‌ها در بانکوک در مقابل سفارت کامبوج اعتراض کردند و پرچم‌های کامبوج را سوزاندند. این امر در نهایت منجر به قطع روابط دیپلماتیک دولت تایلند با کامبوج شد. نخست‌وزیر هون سن، نمایش‌ها و فیلم‌های تایلندی را در ایستگاه‌های تلویزیونی ممنوع کرد.

### اختلافات مرزی ۲۰۰۸
درگیری بین کامبوج و تایلند بر سر زمین‌های مجاور این مکان منجر به وقوع دوره‌ای خشونت شده است.

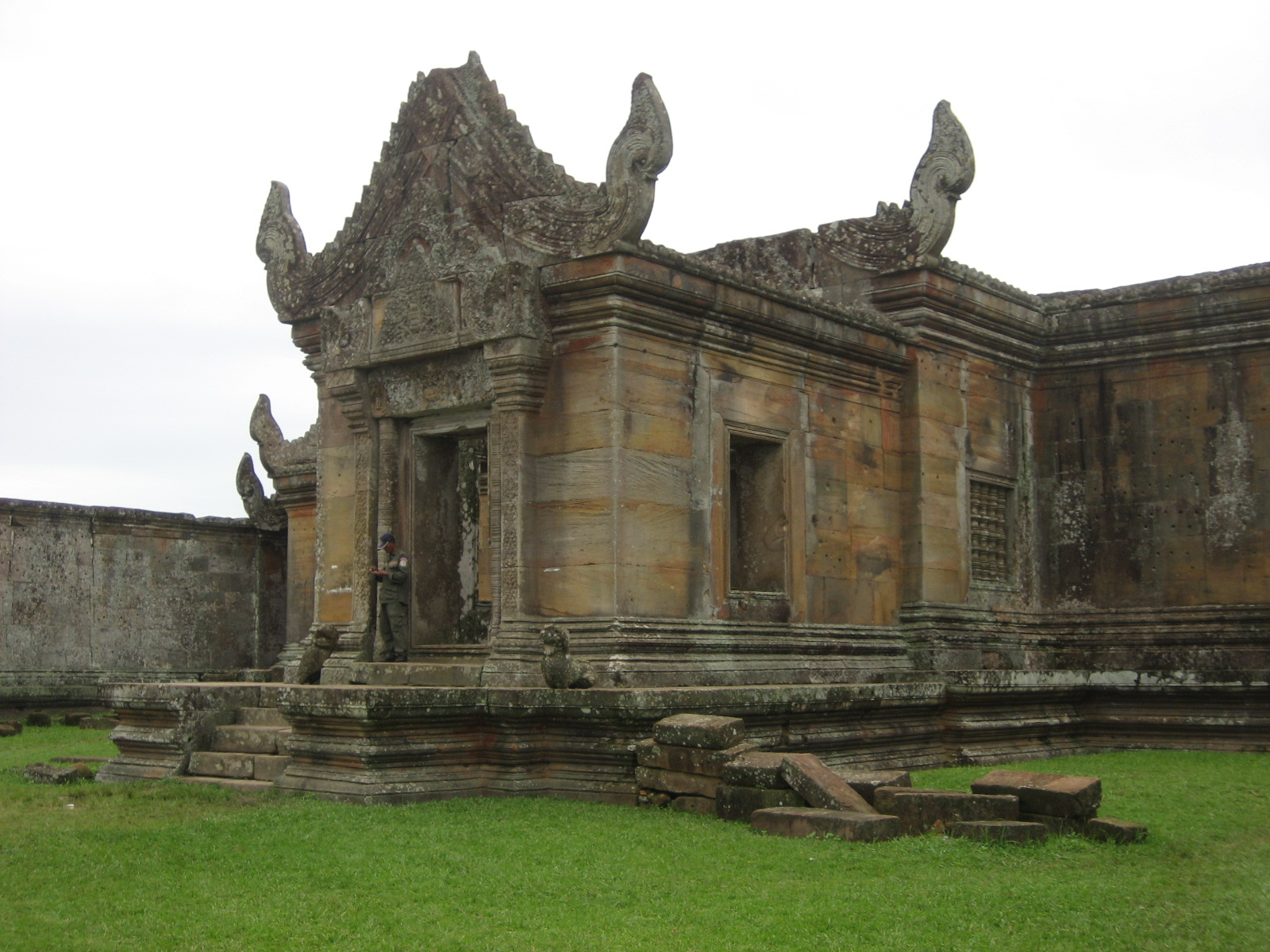
معبد پریه ویهار

در اکتبر ۲۰۰۸ یک درگیری نظامی رخ داد. در آوریل ۲۰۰۹، ظاهراً ۶۶ سنگ معبد توسط سربازان تایلندی که از مرز شلیک می‌کردند، آسیب دید. در فوریه ۲۰۱۰، دولت کامبوج نامه رسمی شکایتی را به گوگل مپ ارائه داد مبنی بر اینکه این حوضه آبریز طبیعی به عنوان مرز بین‌المللی به جای خط نشان داده شده در نقشه فرانسوی ۱۹۰۷ که توسط دیوان بین‌المللی دادگستری در سال ۱۹۶۲ استفاده شد، به تصویر کشیده شده است.
در فوریه ۲۰۱۱، زمانی که مقامات تایلندی در کامبوج مشغول مذاکره برای حل اختلاف بودند، نیروهای تایلندی و کامبوجی با هم درگیر شدند که منجر به جراحات و مرگ و میر از هر دو طرف شد. بمباران توپخانه‌ای در این منطقه در طول درگیری رخ داد. دولت کامبوج ادعا کرده است که به معبد خساراتی وارد شده است. با این حال، یک هیئت اعزامی یونسکو به این مکان برای تعیین میزان خسارت نشان می‌دهد که این تخریب نتیجه تیراندازی کامبوجی‌ها و تایلندی‌ها بوده است.
هر دو طرف به سمت یکدیگر گلوله‌باران کردند و هر دو طرف، دیگری را به خاطر شروع خشونت سرزنش می‌کنند. در ۵ فوریه ۲۰۱۱، کامبوج رسماً در نامه‌ای به سازمان ملل شکایت کرد: «اقدامات اخیر ارتش تایلند، توافقنامه صلح پاریس ۱۹۹۱، منشور سازمان ملل و حکم دیوان بین‌المللی دادگستری ۱۹۶۲ را نقض می‌کند.» در این نامه ادعا شده است. در ۶ فوریه، دولت کامبوج ادعا کرد که معبد آسیب دیده است. فرمانده نظامی کامبوج گفت: «یک بال از معبد پریه ویهر ما در نتیجه مستقیم بمباران توپخانه تایلند فرو ریخته است.» با این حال، منابع تایلندی فقط از خسارات جزئی صحبت کردند و ادعا کردند که سربازان کامبوجی از داخل معبد شلیک کرده‌اند.
آسه‌آن که هر دو کشور عضو آن هستند، پیشنهاد میانجیگری در این موضوع را داد. با این حال، تایلند اصرار دارد که مذاکرات دوجانبه می‌تواند این مسئله را بهتر حل کند. در ۵ فوریه، حزب راست‌گرای اتحاد مردمی برای دموکراسی خواستار استعفای نخست‌وزیر آبهیسیت وجاجیوا به دلیل «عدم دفاع از حاکمیت ملی» شد.
کنوانسیون میراث جهانی یونسکو که در ژوئن ۲۰۱۱ در پاریس برگزار شد، تصمیم گرفت پیشنهاد مدیریت کامبوج برای معبد را بپذیرد. در نتیجه، تایلند از این رویداد انصراف داد و نماینده تایلند توضیح داد: «ما انصراف می‌دهیم تا بگوییم هیچ تصمیمی از این جلسه را نمی‌پذیریم.»
پس از درخواست کامبوج در فوریه ۲۰۱۱ برای خروج نیروهای نظامی تایلند از منطقه، قضات دیوان بین‌المللی دادگستری با رأی ۱۱ – ۵ دستور دادند که هر دو کشور فوراً نیروهای نظامی خود را عقب بکشند و محدودیت‌های بیشتری را بر نیروهای پلیس خود اعمال کردند. دادگاه اعلام کرد که این دستور هیچ گونه حکم نهایی در مورد محل مرز بین تایلند و کامبوج را تحت تأثیر قرار نمی‌دهد. آبهیسیت وجاجیوا گفت که سربازان تایلندی تا زمانی که ارتش هر دو کشور در مورد عقب‌نشینی متقابل توافق نکنند، از منطقه مورد مناقشه خارج نخواهند شد. وی با بیان اینکه یک کمیته مشترک مرزی موجود مکان مناسبی برای برنامه‌ریزی یک عقب‌نشینی هماهنگ خواهد بود، گفت: «این امر به دو طرف بستگی دارد که گرد هم آیند و گفتگو کنند.» دیوان بین‌المللی دادگستری در ۱۱ نوامبر ۲۰۱۳ حکم داد که منطقه اطراف و پایین معبد متعلق به کامبوج است و هر نیروی امنیتی تایلندی که هنوز در آن منطقه است باید آنجا را ترک کند.

### رقابت فرهنگی
همانند اختلاف بر سر پریه ویهر، احساسات ملی‌گرایانه در هر دو کشور بارها سایر عناصر میراث فرهنگی مشترک کامبوج و تایلند را نیز به چالش کشیده است. از دهه ۲۰۱۰، این موضوع به عنوان یک رقابت آنلاین بین کاربران اینترنتی آنها بر سر ادعاهای مالکیت و منشأ میراث مشترک ظهور کرده است، که گهگاه به صورت قسمت‌هایی از خشم آنلاین و جنگ‌های شعله‌ور هنگامی که چنین میراثی در کانون توجه اخبار قرار می‌گیرد، فوران می‌کند. از جمله حوادث مهم گذشته می‌توان به اختلافات بر سر رقص نقاب‌دار سنتی لاخون خول/خون اشاره کرد، زمانی که برای گنجاندن در فهرست میراث فرهنگی ناملموس یونسکو در سال ۲۰۱۶ در نظر گرفته شده بود، و هنرهای رزمی کون خمر/موی تای در طول بازی‌های اس‌ای‌اِی ۲۰۲۳.

### بحران مرزی ۲۰۲۵
در ۲۸ مه ۲۰۲۵، سربازان کامبوجی و تایلندی در نزدیکی مثلث زمردین بین یکدیگر آتش گشودند که منجر به کشته شدن یک سرباز کامبوجی شد. هر دو کشور یکدیگر را به تحریک این درگیری متهم کردند. در ۱۹ ژوئن ۲۰۲۵، وزارت امور خارجه تایلند سفیر کامبوج در تایلند را احضار کرد و اعتراض رسمی خود را در مورد فایل صوتی فاش شده ارائه داد و اقدامات کامبوج را «نقض آداب دیپلماتیک، نقض جدی اعتماد و تضعیف کننده روابط بین دو کشور همسایه» خواند. تایلند محدودیت‌های مرزی با کامبوج اعمال کرد و کامبوج پخش فیلم‌های تولید تایلند را از تلویزیون ممنوع کرد.
از ۲۵ ژوئیه ۲۰۲۵، درگیری‌های بین تایلند و کامبوج که منجر به کشته شدن حداقل ۱۶ نفر و آوارگی ده‌ها هزار نفر در هر دو کشور شده است، می‌تواند «به سمت جنگ» حرکت کند.
گزارش شده است که بیش از ۱۳۰٬۰۰۰ غیرنظامی در تایلند و حدود ۳۸٬۰۰۰ نفر در کامبوج آواره شده‌اند.
دونالد ترامپ، رئیس‌جمهور آمریکا، بین ۲۶ و ۲۷ ژوئیه با رهبران هر دو کشور تماس گرفت و خواستار آتش‌بس فوری شد و مذاکرات تجاری آمریکا را به توقف خصومت‌ها مشروط کرد. کامبوج با مذاکرات آتش‌بس «فوری و بدون قید و شرط» موافقت کرد؛ تایلند با رویکردی محتاطانه پاسخ داد و از کامبوج خواست تا تعهد واقعی خود را نشان دهد.
ارتش تایلند کامبوج را به نقض آتش‌بس نیمه‌شب که به تازگی مورد توافق قرار گرفته بود، با انجام حملات مسلحانه در چندین نقطه در امتداد مرز مشترکشان متهم کرده است که منجر به واکنش‌های تلافی‌جویانه تایلند و مذاکرات نظامی مداوم شده است، در حالی که کامبوج هرگونه نقض آتش‌بس را انکار می‌کند.